# هان هه جین
هان هه-جین (کره‌ای: 한혜진; زادهٔ ۲۷ اکتبر ۱۹۸۱) بازیگر اهل کره جنوبی است. از جمله نقش‌های برجسته او می‌توان به ایفای نقش بانو سوسانو در افسانه جومونگ اشاره کرد.

## فیلم‌شناسی
| سال  | عنوان                  | کاراکتر      | شبکه     |
| ---- | ---------------------- | ------------ | -------- |
| ۲۰۰۲ | دوستان                 | پارک هه جین  | تی بی اس |
| ۲۰۰۲ | رمان                   | یون جی سو    | ام‌بی‌سی   |
| ۲۰۰۲ | هیون جونگ را دوست دارم | هوانگ جو یون | ام‌بی‌سی   |
| ۲۰۰۲ | بازرس پارک مون سو      | سو هوا ریون  | ام‌بی‌سی   |
| ۲۰۰۳ | یک درصد از همه چیز     | یو هیون جین  | ام‌بی‌سی   |
| ۲۰۰۴ | بازار جدید انسانی      | جانگ یون هی  | کی‌بی‌اس۲  |
| ۲۰۰۴ | تو یک ستاره ای         | ها این کیونگ | نُوِل      |
| ۲۰۰۵ | قوی باش گوم سون        | نا گوم سون   | ام‌بی‌سی   |
| ۲۰۰۶ | افسانه جومونگ          | سوسانو       | ام‌بی‌سی   |
| ۲۰۰۸ | طعم شراب               | لی وو جو     | اس‌بی‌اس   |
| ۲۰۱۰ | شفا خانه جهانی         | یو سوک ران   | اس‌بی‌اس   |
| ۲۰۱۱ | پرندگان خارزار         | سو جونگ اون  | کی بی اس |
| ۲۰۱۲ | سندروم                 | لی هی جو     | جی‌تی‌بی‌سی |
| ۲۰۱۳ | حرفی از ته دل          | نا اون جین   | اس‌بی‌اس   |
| ۲۰۱۶ | پزشکان                 | جو سو جی     | اس‌بی‌اس   |
| ۲۰۱۸ | بیا غروب را تماشا کنیم | نام هیون جو  | ام‌بی‌سی   |
| ۲۰۲۰ | مادران                 | هان جونگ اون | تی‌وی‌ان   |
| ۲۰۲۳ | وکیل طلاق شین          | لی سو جین    | جی‌تی‌بی‌سی |

### فیلم سینمایی
| سال  | عنوان                        | کاراکتر      |
| ---- | ---------------------------- | ------------ |
| ۲۰۰۱ | کوبیدن جادویی                | یون می جی    |
| ۲۰۰۲ | ار یو آماده است؟             | سو را        |
| ۲۰۰۴ | سلام! دارما ۲: نمایش در سئول | هونگ می سون  |
| ۲۰۱۰ | نه ممنون                     | مین سو یونگ  |
| ۲۰۱۲ | ۲۶ سال                       | شیم می جین   |
| ۲۰۱۲ | ظهور نگهبانان                |              |
| ۲۰۱۴ | مرد عاشق                     | جو هو جونگ   |
| ۲۰۱۴ | اواخر بهار                   | حضور افتخاری |

## جوایز
| سال  | نامزدی / اثر    | جایزه                           | نتیجه    |
| ---- | --------------- | ------------------------------- | -------- |
| ۲۰۰۴ | تو ستاره هستی   | بهترین بازیگر جدید زن کی بی سی  | برنده    |
| ۲۰۰۵ | قوی باش گوم سون | بهترین بازیگر ام بی سی          | برنده    |
| ۲۰۰۵ | قوی باش گوم سون | جایزه Photogenic                | برنده    |
| ۲۰۰۶ | افسانه جومونگ   | بهترین بازیگر ام بی سی          | برنده    |
| ۲۰۱۰ | شفاخانه جهانی   | جایزهPD از اس بی اس             | برنده    |
| ۲۰۱۱ | پرندگان         | محبوبیت کی بی سی                | برنده    |
| ۲۰۱۱ | کمپ شفا         | جایزه محبوبیت نتیزن             | نامزدشده |
| ۲۰۱۱ | کمپ شفا         | بهترین مجری جدید اس بی اس       | برنده    |
| ۲۰۱۲ | کمپ شفا         | Green media award               | برنده    |
| ۲۰۱۲ | کمپ شفا         | ستاره دهه ۲۰                    | برنده    |
| ۲۰۱۲ | کمپ شفا         | جایزه Excellence in a talk show | برنده    |